# 张军 (1968年6月)
张军（1968年6月—），河北唐山人，汉族，无党派人士。中华人民共和国政治人物、第十三届全国人民代表大会河北省代表。

## 生平
2018年，张军被选为河北省出席第十三届全国人民代表大会代表。